# 1970 في النرويج
فيما يلي قوائم الأحداث التي وقعت خلال عام 1970 في النرويج.

## سياسة

### تعيين في المنصب
- 22 مايو – كارل إي. وانغ عضو برلمان النرويج  [لغات أخرى]‏.

## رياضة
- 1 يناير – الدوري النرويجي الممتاز 1970 الفائز نادي سترومسغودست لكرة القدم.
- 1 يناير – دوري كرة القدم النرويجي الدرجة الأولى 1970 الفائز فريغ أوسلو [الإنجليزية]‏.
- 1 يناير – كأس النرويج 1970 الفائز نادي سترومسغودست لكرة القدم.

## مواليد

### يناير
- 4 يناير – كارل فرود تيلر كاتب نرويجي.
- 13 يناير – دان إيغن لاعب كرة قدم نرويجي.
- 25 يناير – روني ديورهوس لاعب شطرنج نرويجي.
- 30 يناير – إسبن هاوغ لاعب ومدرب كرة قدم نرويجي.

### فبراير
- 2 فبراير – روار ستراند لاعب كرة قدم نرويجي.
- 13 فبراير – كارولين كروغر موسيقية نرويجية.
- 19 فبراير – بير هنري بورك منتج أفلام نرويجي.

### مارس
- 4 مارس – سارا يونسن
- 7 مارس – آتلي باكن ملحن نرويجي.
- 12 مارس – روي خان موسيقي نرويجي.
- 19 مارس – هارالد يونسن عازف جاز نرويجي.

### أبريل
- 4 أبريل – ريبيكا باكن مغنية نرويجية.
- 4 أبريل – هوفارد فلو لاعب كرة قدم نرويجي.
- 7 أبريل – ليف أوف أندسنس عازف بيانو نرويجي.
- 16 أبريل – روني بيرغ سياسي نرويجي.
- 20 أبريل – بير هاوغن

### مايو
- 21 مايو – أيريك بولسين لاعب هوكي جليد نرويجي.

### يونيو
- 3 يونيو – توم فريدي أونه لاعب كرة قدم.
- 13 يونيو – إسكيل هاغن

### يوليو
- 14 يوليو – جاكوب يونغ
- 29 يوليو – جير براتلاند موسيقي نرويجي.
- 31 يوليو – توماس بيرنستن

### أغسطس
- 12 أغسطس – ستيغ كريستيانسن درّاج مضمار نرويجي.
- 15 أغسطس – مورتن ليندبرغ منتج موسيقي.
- 17 أغسطس – أويفيند ليونهاردسين لاعب كرة قدم نرويجي.
- 28 أغسطس – لارس كريستيان يونسن دراج نرويجي.

### سبتمبر
- 22 سبتمبر – أول بيتر أندرياسن

### أكتوبر
- 5 أكتوبر – تورد جوستافسن موسيقي نرويجي.

### ديسمبر
- 10 ديسمبر – تومي ياكوبسن لاعب هوكي جليد نرويجي.
- 22 ديسمبر – تارجي اولسن لاعب كرة قدم نرويجي.

## وفيات

### يناير
- 1 يناير – أنطون هانسن (مواليد 1886) درّاج طريق نرويجي.
- 18 يناير – هاكون لاي (مواليد 1884) مؤلف نرويجي.
- 26 يناير – فريدريك فوجت (مواليد 1892) مهندس نرويجي.

### فبراير
- 8 فبراير – جاكوب مارتن بيترسن (مواليد 1899) سياسي نرويجي.

### مايو
- 24 مايو – هارالد هاغن (مواليد 1902) متسابق يخت نرويجي.

### يوليو
- 23 يوليو – كارل كريستيانسن (مواليد 1886) ساعي بريد نرويجي.
- 29 يوليو – جوهانس إس. أندرسن (مواليد 1898) كاتب سير ذاتية نرويجي.

### أغسطس
- 6 أغسطس – أوقست لانج (مواليد 1907) كاتب نرويجي.
- 15 أغسطس – كارل أندرسن (مواليد 1903)

### أكتوبر
- 19 أكتوبر – كونراد أولسن (مواليد 1891) مُجدّف نرويجي.

### نوفمبر
- 23 نوفمبر – ألف برويسن (مواليد 1914)